# Charles-Michel d'Irumberry de Salaberry
Pour les autres membres de la famille, voir Famille d'Irumberry de Salaberry.

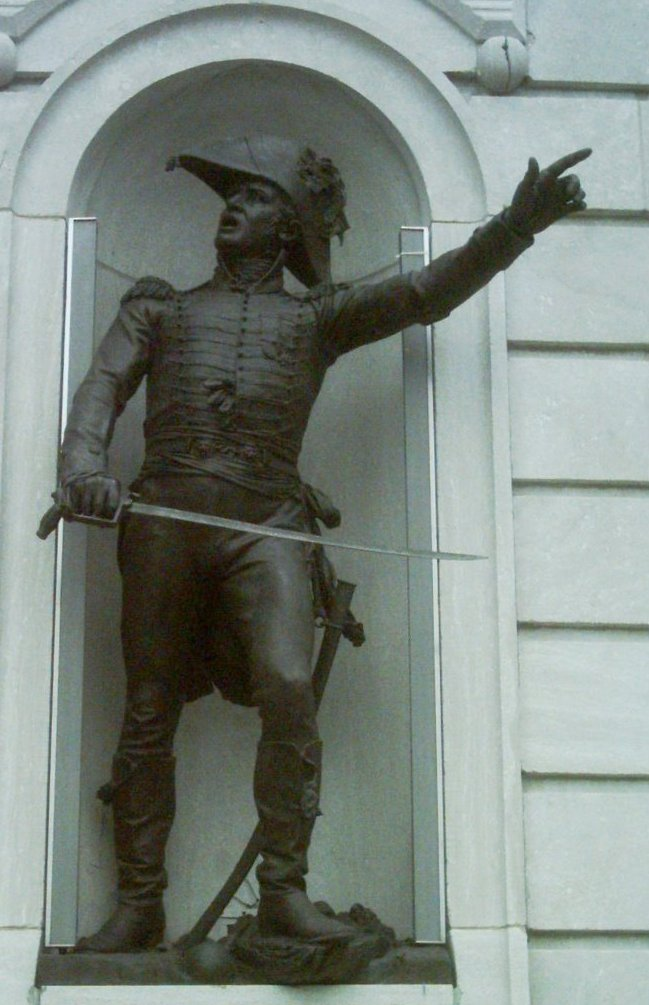
Statue de la façade de l'hôtel du Parlement, Québec

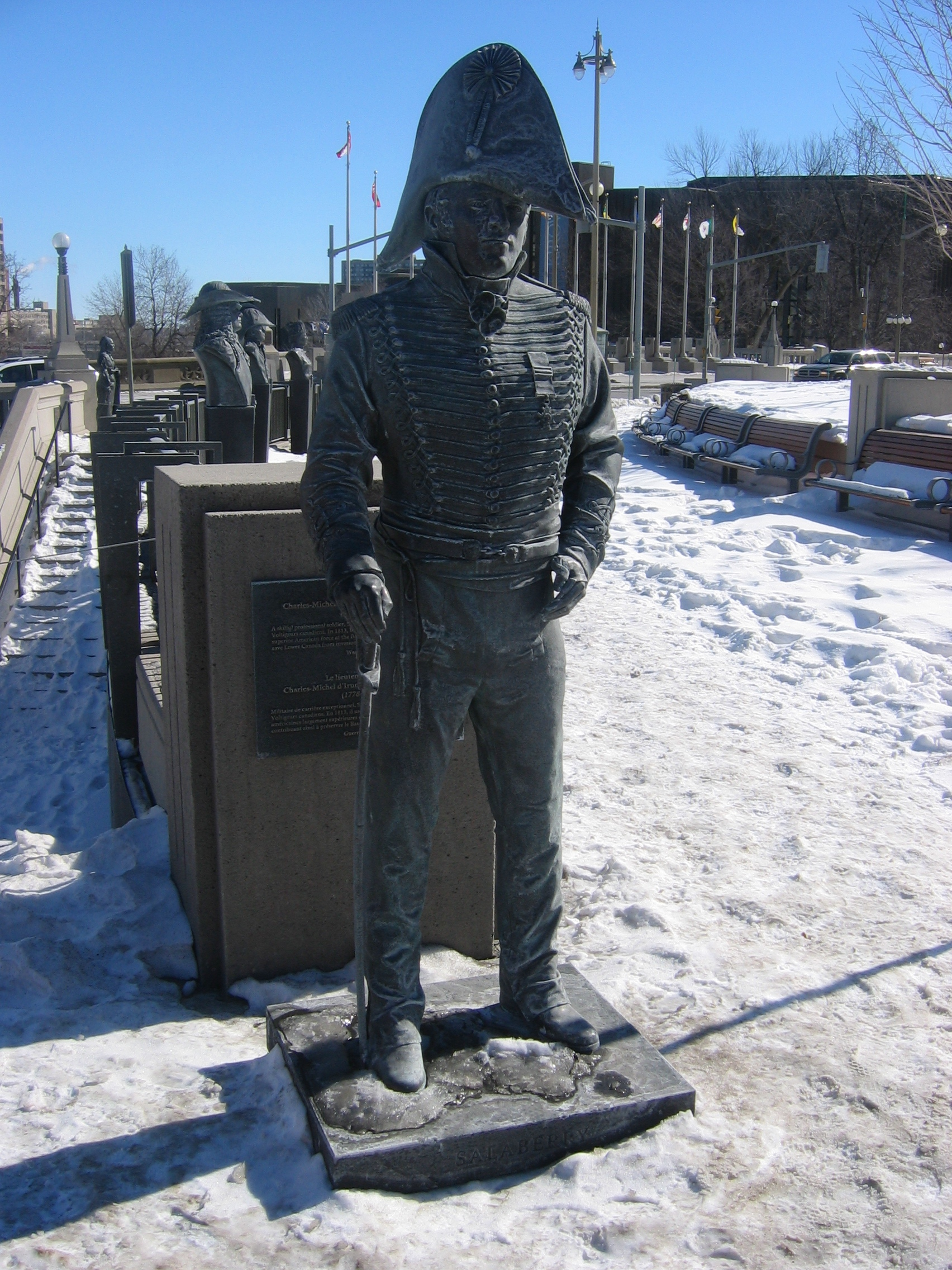
Statue de Charles-Michel d'Irumberry de Salaberry au Monument aux Valeureux, à Ottawa

Charles-Michel d’Irumberry de Salaberry, né le 19 novembre 1778 à Beauport dans la Province de Québec en Amérique du Nord britannique et mort le 27 février 1829 à Chambly dans la Province du Bas-Canada, était un officier et un héros canadien-français vétéran de l'armée britannique ayant servi aux Antilles, aux Pays-Bas, en Sicile, en Irlande et au Canada. 
Vainqueur de la bataille de Châteauguay avec une milice canadienne-française distinctive qu'il avait lui-même levée (les Voltigeurs), il devint rapidement un héros pour ses batailles décisives remportées lors de la Guerre de 1812 et sera le militaire canadien le plus respecté de son temps.

## Biographie
Charles-Michel d'Irumberry de Salaberry est le premier fils et l'aîné des quatre enfants de Louis-Ignace de Salaberry, seigneur du Sault-Montmorency, et de Catherine-Françoise Hertel de Rouville. Sa nièce Henriette-Julie Juchereau Duchesnay deviendra l'épouse du major Thomas Edmund Campbell et gérera la seigneurie de Rouville-Campbell avec lui.
La famille d'Irumberry de Salaberry, originaire du Pays basque, dans le royaume de Navarre, avait conquis ses titres de noblesse sur les champs de bataille. L'un de ses ancêtres était à la bataille de Coutras, où il frappa dur et fort. « Henri de Navarre, depuis roi de France sous le nom d'Henri IV, aperçut le terrible chevalier au moment où, après avoir terrassé de nombreux et vaillants adversaires, il accordait la vie à un gendarme qu'il venait de blesser : Force à superbe ! Mercy à faible, c'est ta devise, lui cria le galant Béarnais ».
« Noble devise ! que les Salaberry ont raison de porter avec orgueil sur leurs armes, car ils y ont toujours été fidèles et l'ont illustrée par maintes actions éclatantes ». Le grand-père, Michel de Salaberry, vint en Nouvelle-France au cours de l'année 1705, en qualité de capitaine de frégate. Il avait une grande réputation de force et de bravoure. Il épousa, en 1750, Madeline-Louise Juchereau du Chesnay, fille du seigneur de Beauport. Il prit part aux luttes héroïques qui se terminèrent par l'occupation militaire de la Nouvelle-France par la Grande-Bretagne.
Le père, Louis-Ignace de Salaberry, fut remarquable par ses vertus, son intelligence, sa haute et belle taille, la franchise de son caractère et cette force corporelle qui se transmet dans la famille de père en fils. Il collabora dans les rangs de l'armée britannique en 1773 et reçut trois blessures sérieuses dans le cours de la guerre. Le gouvernement britannique le récompensa de ses services en lui accordant une demi-pension et plusieurs charges.

## Un chef de guerre sévère mais juste
Laurent-Olivier David le présente ainsi : « Une belle et majestueuse figure taillée dans le marbre; les traits délicats, fièrement dessinés; le front hardi, agressif; un teint riche, rose et blanc; des yeux brillants, limpides, pétillants de verve, des rayons de soleil dans un ciel bleu ; des épaules larges, solides comme des bastions ; une poitrine où les boulets, il semble, devaient rebondir ; des muscles forts et souples comme l'acier; un ensemble de force, de distinction, de vigueur et de beauté, une puissante organisation débordant de vie et de sève ».
Le baron de Rottenburgh l'appelait, dans ses lettres : Mon cher marquis de la poudre à canon. Bon, généreux et affectueux, n'attaquant jamais le premier et pardonnant facilement même s'il avait été offensé. Son caractère est celui du soldat moyen, soit pleine d'élan et de vivacité. Il aime par ailleurs chanter, rire et danser. Bon vivant, il est aussi vaillant à la table que sur le champ de bataille.
Sévère en fait de discipline, et ne ménageant point les jurons et les punitions à ses voltigeurs qui chantaient :

« C'est notre major 

Qu'a le diable au corps, 

Qui nous don'ra la mort. 

Y'a pas de loup ni tigre 

Qui soit si rustique 

Sous la rondeur du ciel 

Y'a pas son pareil. »

Il était aimé, pourtant, de ses officiers et soldats à cause de son impartialité. Il avait reçu en héritage des traditions fort honorables. 
Mais la reconnaissance qu'il devait au duc de Kent et au roi de Grande-Bretagne ne purent jamais lui faire trahir les droits de ses compatriotes. Lorsque Craig voulut, en 1809, unir les deux Canadas dans le but de mettre les Canadiens-Français sous l'empire d'une minorité britannique, il fut un de ceux qui s'opposèrent le plus énergiquement à ce projet. Et lorsque le gouverneur le menaça de lui enlever ses moyens d'existence s'il ne se rendait pas à ses désirs, il lui fit cette belle réponse : Vous pouvez, Sir James, m'enlever mon pain et celui de ma famille, mais mon honneur, jamais!.
Devenu seigneur de Beauport, son manoir fut pendant vingt ans l'aimable rendez-vous où gentilshommes français et britanniques, réunis par la conquête, apprirent à s'estimer après s'être battus ; les plus hauts personnages du Royaume-Uni y trouvaient une hospitalité pleine de charme et de distinction. Le noble seigneur avait épousé, en 1778, la belle et distinguée Marie-Anne-Julie Hertel de Rouville, sa cousine, et de ce mariage étaient nés sept enfants, tous beaux et bien faits, trois filles et quatre garçons, dont l'aîné fut le héros de Châteauguay.
Les Canadiens-Français étaient fiers de l'éclat qui environnait cette belle et bonne famille et des hommages qu'elle recevait de leurs fiers conquérants. De toutes les sympathies qui l'honorèrent, la plus illustre et la plus bienveillante fut, sans doute, celle d'Édouard-Auguste de Kent, père de la reine Victoria.
On sait que ce prince vint en Canada en 1791, à la tête de son régiment, et qu'il fut, pendant son séjour au milieu de nous, l'idole de la population. C'était un bon prince, aussi, que le duc de Kent, généreux, affable et loyal, aussi noble par le cœur que par la naissance. Il n'eut pas mis le pied, une fois, dans le manoir de Beauport qu'il fut épris d'admiration et d'amitié pour ses aimables hôtes. 
Les heures les plus agréables de sa vie étaient celles qu'il passait au sein de cette famille, dont il fut toujours l'ami fidèle et le protecteur puissant. Une correspondance de vingt-trois ans, depuis 1791 à 1814, démontre toute la profondeur et la sincérité de cette honorable amitié qui se manifeste, à chaque ligne, par les sentiments les plus délicats, les épanchements les plus gracieux.
C'est par son influence que les quatre fils du seigneur de Salaberry, Michel, Maurice, Louis et Édouard, son filleul, purent satisfaire leurs inclinations militaires en entrant dans l'armée britannique, où ils se firent tous en peu d'années, à la pointe de leur épée, une belle position. De ces quatre frères si beaux, si vaillants, qui faisaient l'orgueil de leur famille, de leur protecteur et de leurs compatriotes, il ne resta bientôt que l'aîné. Les trois autres moururent au service du Royaume-Uni, de 1809 à 1812, à quelques mois d'intervalle. Maurice et Louis périrent de la fièvre sous ce ciel empesté des Indes dont la conquête et la conservation ont coûté au Royaume-Uni des flots de sang.
Le plus jeune, Édouard, fut tué à la tête de sa compagnie sous les murs de Badajoz ; il n'avait que 19 ans. Quelques heures avant l'assaut, sous l'empire d'un noir pressentiment, il avait écrit une lettre à son protecteur le duc de Kent, pour le remercier de toutes les bontés qu'il avait eues pour sa famille et pour lui. Ils étaient tous trois lieutenants, aimés de leurs chefs et de leurs compagnons d'armes pour leur bravoure, leurs talents et la bonté de leur caractère.
Une humble tombe fut élevée en l'honneur de Maurice par les officiers et soldats de son régiment sur cette terre funeste.
La tradition parle des sympathies que la famille de Salaberry trouva dans sa douleur ; ce fut un deuil universel. Le duc de Kent ne fut pas le moins affecté ; il manifesta son chagrin dans des lettres touchantes où il parle du sort de ces pauvres enfants avec une tendresse toute paternelle.
Pendant ce temps-là, l'aîné des de Salaberry faisait vaillamment son chemin dans l'armée britannique à travers les balles et les boulets ; la mort craignait de briser une si belle destinée. Soldat à quatorze ans, il partait, à seize, pour les Indes Occidentales, en qualité d'enseigne, devenait rapidement lieutenant et capitaine, grâce à la protection incessante du duc et à l'admiration que sa belle conduite inspirait dans l'armée.
On était fier, au pays, lorsque l'écho y apportait la nouvelle des succès et de la gloire du jeune Canadien. On applaudissait, lorsque la rumeur apprenait comment il savait soutenir l'honneur de sa famille et de sa patrie. Il avait montré, en arrivant aux Indes, que, malgré sa jeunesse, il ne se laisserait pas insulter impunément. 
Voici comment M. de Gaspé raconte ce fait : 
« Les officiers du soixantième régiment, dans lequel Salaberry était lieutenant, appartenaient à différentes nationalités. Il y avait des Britanniques, des Prussiens, des Suisses, des Hanovriens et deux Canadiens-Français, les lieutenants de Salaberry et Des Rivières. C'était chose assez difficile de maintenir la paix parmi eux ; les Allemands surtout étaient portés à la querelle ; excellents duellistes, ils étaient de dangereux antagonistes. Un matin, Salaberry était à déjeuner avec quelques-uns de ses frères d'armes, quand entre l'un des Allemands qui le regarde et lui dit d'un air de mépris: Je viens justement d'expédier un Canadien-Français dans l'autre monde, faisant par là allusion à Des Rivières qu'il venait de tuer en duel. Salaberry bondit sur son siège; mais, reprenant son sang-froid, il dit: Nous allons finir le déjeuner, et alors vous aurez le plaisir d'en expédier un autre. »
Ils se battirent, comme c'était alors la coutume, à l'arme  blanche. Tous deux firent preuve d'une grande adresse, et le combat fut long et obstiné. Salaberry était très jeune ; son adversaire, plus âgé, était un rude champion. Le premier reçut une blessure au front dont la cicatrice ne s'est jamais effacée. Comme il saignait abondamment et que le sang lui interceptait la vue, ses amis voulurent faire cesser le combat ; mais il refusa. S'étant attaché un mouchoir autour de la tête, le combat recommença avec encore plus d'acharnement. À la fin, son adversaire tomba mortellement blessé, et la plupart dirent qu'il n'avait eu que ce qu'il méritait. Le duel mit pour toujours de Salaberry à l'abri des insultes ; il avait fait ses preuves. 
La guerre des Indes se faisait alors entre la France  et le Royaume-Uni ; la possession de la Martinique et de la Guadeloupe devait être le prix de la victoire. Il devait en coûter au jeune de Salaberry, si français par l'origine et le caractère, de se battre contre la France ; il devait lui répugner de combattre le drapeau pour lequel ses ancêtres avaient versé leur sang. Mais la loyauté était pour lui un devoir et la carrière militaire une vocation. La lutte fut vive, les batailles acharnées, les dangers continuels ; les maladies dévoraient ceux que les balles épargnaient. Il vint un jour où de son régiment il ne resta plus que deux cents hommes. Il apprenait cela à son père dans une lettre où parlant des milliers d'hommes qu'il avait vus tomber autour de lui, il ajoutait : Je crois que je serai aussi heureux que mon grand-père.
Lorsque le général Prescott se décida à abandonner la dernière place forte de la Guadeloupe, le fort Mathilde, c'est à Salaberry, alors âgé de seize ou dix-sept ans, qu'il confia le soin de protéger la retraite de l'armée. Le jeune lieutenant se montra digne de la confiance de son chef. Il était fait capitaine peu de temps après.
En 1808, on le trouve en Irlande, major de brigade, amoureux d'une blonde et belle jeune fille qui aurait enchaîné le jeune officier pour la vie sans l'intervention du duc de Kent. Celui-ci écrivit à son protégé une longue lettre pour lui démontrer que chez les militaires le cœur doit céder à la raison, lorsqu'ils n'ont pas de fortune. En 1809, il prenait part à la malheureuse expédition de Walcheren, qui coûta cher et rapporta peu de gloire au Royaume-Uni.
L'année suivante, il devenait aide de camp du général de Rottenburg et partait pour le Canada, où des parents et amis dévoués l'accueillirent avec des transports de joie. Les Canadiens-Français se montraient avec enthousiasme le jeune officier, qui, parti enfant de son pavs, revenait plein de force, dans tout l'éclat de la gloire et de la beauté. On était alors aux mauvais jours de Craig, époque de fanatisme et de persécution, mais époque aussi de grandeur morale et nationale. La lutte devenait difficile ; l'énergie des Plessis, des Bédard et des Papineau n'en pouvait plus.
Mais bientôt un cri d'alarme retentit partout ; les États-Unis venaient de déclarer la guerre au Royaume-Uni et se préparaient à envahir le Canada. On comprit, en face du danger, la nécessité de se gagner les sympathies de la population ; on lui fit force caresses et concessions. Et pour exciter son enthousiasme et lui faire prendre les armes, on nomma Charles-Michel de Salaberry lieutenant-colonel, et on lui confia la mission d'organiser les voltigeurs canadiens. Les Canadiens-Français répondirent à l'appel du Royaume-Uni et s'enrôlèrent sous le drapeau de leur jeune chef.
Il était temps, les Américains traversaient la frontière, au mois de juin 1812, à trois endroits différents.
Pendant que Brock et Sheaffe repoussaient les deux armées de l'ouest et du centre dans des combats glorieux, le général Bearbom marchait sur Montréal avec dix mille hommes, par le chemin de St-Jean et d'Odeltown. De Salaberry courut à sa rencontre, à la tête de quatre cents voltigeurs, et n'eut pas même besoin des milices du district de Montréal, qui s'avançaient à la hâte sous les ordres du colonel Deschambault. 
La rapidité de ses mouvements et l'intelligence avec laquelle il avait préparé ses travaux de défense, déconcertèrent le général américain, qui repassa la frontière après une attaque malheureuse où quatorze cents de ses hommes furent mis en fuite par un avant-poste composé de cent deux voltigeurs. La campagne de 1812 était finie.
Sir George Prévost félicita le lieutenant-colonel de Salaberry de son succès, dans un ordre général, et rendit hommage à la loyauté et au courage de la milice. Les Canadiens-Français durent être surpris ; c'était la première fois qu'ils s'entendaient dire des choses agréables par les représentants de la couronne britannique.
La campagne de 1813 fut plus sérieuse ; les Américains, honteux de leur échec, s'étaient préparés à frapper un grand coup sur Montréal, qu'ils considéraient comme la clef du pays. La défaite de Proctor, au Haut-Canada, par le général Harrison, exalta leur enthousiasme et jeta avec raison le Bas-Canada dans l'effroi.
La situation devenait critique. Deux armées, fortes chacune de sept à huit mille hommes, marchaient sur Montréal, l'une, sous les ordres de Hampton, par le lac Champlain, et l'autre, commandée par Dearborn et Wilkinson, descendait de Kingston. À ces dix-sept mille hommes le Bas-Canada ne pouvait opposer que trois mille soldats et miliciens. La lutte parut un instant impossible. Il fallait un homme assez habile pour empêcher la jonction des deux armées américaines et capable de suppléer au nombre par la prudence et la valeur, d'accomplir un prodige, s'il le fallait.
La patrie en danger avait besoin enfin d'un sauveur, d'un héros, elle le trouva : c'était le lieutenant-colonel de Salaberry. Il accourt, prend le devant avec quatre cents voltigeurs, rencontre Hampton, culbute ses avant-postes à Odeltown et le poursuit jusqu'à Four Corners, tombe sur lui avec une poignée d'hommes et le remplit de terreur. Après plusieurs jours de marches et de contre-marches, Hampton reprenait, le 21 octobre, sa course en avant sur les bords de la rivière Châteauguay, que de Salaberry immortalisait, le 26, par une victoire à jamais mémorable.
Avec quel enthousiasme les derniers survivants de la poignée de braves qui partage avec lui l'honneur de ce triomphe, ont raconté les faits éclatants de leur colonel. Ils le représentent, avant la bataille, cherchant, exploitant toutes les ressources que le terrain, la rivière et la forêt pouvaient lui offrir, faisant de chaque arbre, de chaque pierre un retranchement, un abri pour ses troupes, frappant du pied la terre pour en faire jaillir des éléments de victoire. 
Et lorsque la bataille est commencée, il le montre, entraînant ses braves voltigeurs à sa suite; dominant le bruit de la bataille des éclats de sa voix ; présent sur tous les points à la fois ; multipliant le nombre de ses soldats par la rapidité et la précision de ses mouvements ; dispersant un instant ses forces et les ralliant soudain pour tomber sur un point où on ne l'attendait pas; faisant faire un bruit de trompettes et pousser des cris effrayants ; employant mille ruses pour étourdir, surprendre l'ennemi, et lui faire croire qu'il avait à combattre des milliers d'hommes; donnant, enfin, l'exemple d'un courage, d'une bravoure que le danger semblait grandir, bravant les balles avec cette héroïque insouciance qui l'avait illustré sur les champs de bataille de la Martinique et de la Guadeloupe.
La bataille dura quatre heures. Hampton, croyant avoir affaire à une armée de six mille hommes, se retira après avoir eu une centaine d'hommes tués et blessés, et reprit à la hâte le chemin des États-Unis ; et lorsque Wilkinson, qui attendait au pied du Long-Sault le résultat de la bataille, apprit la fatale nouvelle, il jugea à propos de se retirer.
Le Bas-Canada était sauvé; les Américains, découragés, ne tentèrent plus sérieusement de l'envahir pendant cette guerre, qui se termina l'année suivante par le traité de Gand. Oui, le Bas-Canada était sauvé et conservé au Royaume-Uni par des Canadiens-Français. Le Royaume-Uni lui-même déclara, par la bouche du prince régent et du duc de Kent, que Salaberry et ses braves voltigeurs étaient les sauveurs du pays, les héros de Châteauguay. Salaberry fut fait compagnon du Bain, et les chambres provinciales lui votèrent des remerciements ; plus tard, en 1817, il fut fait conseiller législatif.
Mais ce fut là toute la récompense accordée au colonel et à ses compagnons d'armes; on trouva que c'était assez pour des Canadiens-Français. On a vu de ces braves dont la loyauté avait conservé au Royaume-Uni une riche colonie, mendier leur pain, la médaille de Châteauguay sur la poitrine. Et après un demi-siècle, pas une pierre ne marque le champ de bataille où ils ont illustré son drapeau ; seule, une tombe dans un cimetière ignoré indiquait l'endroit où reposent les cendres du héros de Châteauguay.
On a quelquefois contesté l'importance de cette bataille en donnant pour raison, ou plutôt pour prétexte, le petit nombre de tués et de blessés ; mais on ne mesure pas la grandeur d'une victoire à la quantité de sang versé. Salaberry n'aurait pas plus de mérite, s'il eût fait tuer ses hommes inutilement. Son titre de gloire est surtout d'avoir considérablement réduit l'effusion de sang de ses soldats.
De Salaberry n'eut plus l'occasion de se signaler. Il avait conquis tous les grades que le Royaume-Uni pouvait accorder à un soldat catholique et canadien-français; la protection même du duc de Kent n'aurait pu le faire sortir des rangs accessibles aux médiocrités. Une telle position ne devait cependant pas lui convenir  Il avait assez fait, d'ailleurs, pour un gouvernement qui avait eu l'ingratitude d'enlever à son illustre père la demi-pension qu'il avait si noblement gagnée en combattant pour le Royaume-Uni.
Il renonça à la carrière militaire et vécut ensuite pour sa famille, s'occupant d'administrer la seigneurie que mademoiselle Hertel de Rouville lui avait apportée sous forme de dot. Il avait épousé cette noble demoiselle quelques mois avant la bataille de Châteauguay. Belle alliance dont le duc de Kent le félicita.

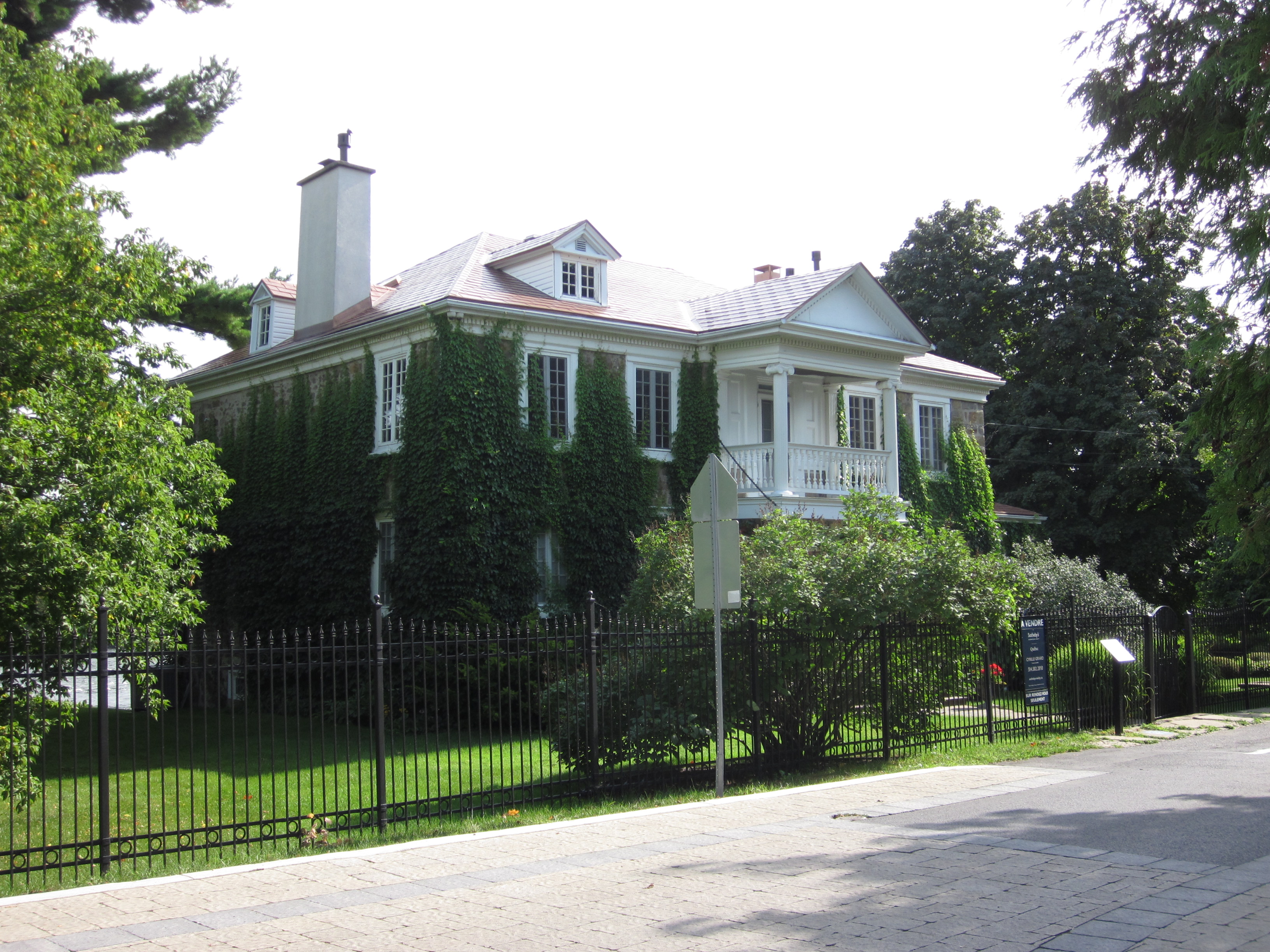
La maison De Salaberry, où Charles-Michel d'Irumberry de Salaberry résidant de 1815 à sa mort.

C'est à Chambly qu'il fixa sa résidence, au milieu de la population témoin de sa valeur et de sa gloire pendant la guerre. Sur la rivière Richelieu, qu'on appelait le grenier du Bas-Canada, vivaient alors des familles remarquables par leur origine ou leurs talents, qui se disputaient la palme des belles manières, de la libéralité et de la fidélité aux traditions du passé. On y menait joyeuse vie ; c'était une succession continuelle de fêtes, de festins où l'on chantait, riait et dansait avec un entrain admirable.
On partait le matin ; on dinait chez le seigneur Jacob ; on prenait les amis en passant, et on allait passer la soirée chez M. Cartier, de St-Antoine, ou chez les messieurs Drolet, Pranchère et autres ; chacun avait son tour. Quel bruit! Quel entrain! On se séparait à regret, au son de l'angelus, pour recommencer le lendemain.
C'était une grande joie dans la tribu, lorsqu'on voyait arriver le brave colonel, car il n'était pas le moins bruyant, et lorsque venait son tour de chanter ou de prendre part à un cotillon emporté, à un reel favori, il ne tirait pas en arrière. 
Tout le monde l'admirait pour sa gloire et l'aimait pour la gaieté et l'affabilité de son caractère. C'est dans une de ces agréables réunions, dans une soirée chez M. Hatte, de Chambly, qu'il fut soudain frappé d'apoplexie, le 26 février 1829. Il mourut le lendemain sans avoir pu recouvrer l'usage de la parole, mais en possession de ses facultés mentales et en paix avec Dieu, entouré de ses enfants chéris qu'il fit venir pour les bénir.
Comme son père, il avait eu quatre fils et trois filles, dont voici les noms : Melchior-Alphonse, ancien aide-de-camp provincial et député-adjudant-général de milice pour le Bas-Canada ; Louis-Michel ; Maurice, qui se tua à l'âge de douze ans, par accident ; Charles-René-Léonidas, honoré de l'estime publique et de la confiance du gouvernement ; Hermine, Dame Dr Glen ; Charlotte, mariée à M. Hatte, de Sorel, et une autre, morte enfant ; tous grands et robustes, héritiers du type remarquable des de Salaberry. Plusieurs petits-enfants existent pour perpétuer le nom de cette belle famille.

## Honneurs
La Monnaie Royale Canadienne émit plusieurs pièces commémoratives en honneur de Charles-Michel d'Irumberry de Salaberry, vainqueur en 1813 de la bataille de la Châteauguay avec la milice les Voltigeurs, dont une pièce de $4
La ville de Salaberry-de-Valleyfield, située non loin du site de la Bataille de la Châteauguay, est nommée en son honneur. On y retrouve une statue du Colonel, située à l'entrée du parc Delpha-Sauvé ainsi que la rue Salaberry et le parc Salaberry.
L'avenue De Salaberry, à Québec rappelle sa mémoire.